# Fela Kuti

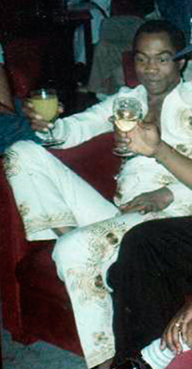
Fela Kuti in den 1970er Jahren

Fela Anikulapo Kuti (* 15. Oktober 1938 in Abeokuta; † 2. August 1997 in Lagos; bürgerlicher Name Olufela Olusegun Oludotun Ransome-Kuti; kurz Fela) war ein nigerianischer Musiker (unter anderem Saxophon, Trompete, Gesang), Bandleader und politischer Aktivist. Er gilt als Begründer des Afrobeat.

## Leben

### Jugend und Ausbildung in London
1938 wurde Fela Kuti als Olufela Olusegun Oludotun Ransome-Kuti als viertes von fünf Kindern geboren. Sein Vater war protestantischer Pastor und begeisterter Pianist. Seine Mutter, Funmilayo Ransome-Kuti, war eine führende Frauenrechtlerin Nigerias. Somit spielten Musik und Politik schon früh eine wichtige Rolle in seinem Leben.
1958 zog Ransome-Kuti nach London, wo er auf Wunsch seiner Eltern Medizin studieren sollte. Stattdessen schrieb er sich am Trinity College of Music ein und studierte vier Jahre lang Klavier, Komposition und Musiktheorie. 1961 gründete er seine erste Band, die Koola Lobitos. Mit ihr entwickelte er den Highlife-Jazz, eine Mischung aus Jazz und dem westafrikanischen Highlife. Er spielte damals fast ausschließlich Trompete.
Im gleichen Jahr heiratete er Remi Taylor, mit der er die Kinder Yeni, Femi und Sola bekam.

### Rückkehr nach Nigeria und Erfindung des Afrobeat
Im Jahre 1962 kehrte er mit seiner Familie nach Nigeria zurück, wo er Koola Lobitos neu gründete. Er jobbte als Praktikant bei einem Rundfunksender in Lagos. Aufgrund häufiger Bandauftritte nach der Arbeit konnte Fela Kuti seinen beruflichen Verpflichtungen kaum nachkommen und wurde nach wenigen Monaten entlassen. Ab diesem Zeitpunkt widmete er sich ausschließlich seiner Karriere als Bandleader. 1968 bezeichnete er die Musik seiner Band Koola Lobitos erstmals als Afro-Beat und reagierte damit auf die Unterordnung der meisten einheimischen Bandleader unter die schwarze Musik Amerikas. Getrieben von der Idee, diesem Trend der einseitigen musikalischen Beeinflussung entgegenzusteuern, beschloss er, mit der Band in die USA zu gehen.
Ein zehnmonatiger Aufenthalt in den USA 1969 sollte die Geburtsstunde des Afrobeat werden. Hier lernte Fela Kuti bekannte Musiker wie James Brown, Miles Davis und Sly Stone kennen. Er traf sich mit Angela Davis, Stokely Carmichael und The Last Poets und verinnerlichte Ansichten der schwarzen Bürgerrechtsbewegung – besonders auch ihrer militanten Strömungen wie die Black Panther – er war mit der Aktivistin Sandra Smith (später Sandra Izsadore) befreundet. Diese Erfahrungen flossen nun in seine Musik ein. Noch in den USA nannte er seine Band Koola Lobitos in Nigeria 70 um; wenige Jahre später wurde daraus – im Sinne des Panafrikanismus – Afrika 70. Ein Bandmitglied war der Schlagzeuger Tony Allen, der zusammen mit Kuti die Musik weiterentwickelte. Die Musik der Band war jetzt eine Mischung aus Funk, Jazz und afrikanischen Einflüssen: der Afrobeat.
Nach seiner Rückkehr nach Lagos gründete Fela Kuti den (Afrika) Shrine Club, einen Nachtclub, der bald zum Mittelpunkt seiner musikalischen und politischen Aktivitäten wurde. Die dort von ihm ausgerufene Kalakuta Republic war eine Kommune, in der unter anderem ein Tonstudio stand. Hatte er bisher hauptsächlich als Saxophonist und Komponist gewirkt, so begann er nun auch zu singen. Da er bewusst auf Pidgin-Englisch und nicht in seiner Muttersprache Yoruba sang, waren seine Texte für die Bevölkerung in allen englischsprachigen Ländern Afrikas verständlich. Jetzt zählte seine Gruppe bis zu vierzig Mitglieder und bestand aus mehreren Sängern, Tänzern, Saxophonisten, Trompetern, Schlagzeugern, Gitarristen und Trommlern aller Art. 1973 arbeitete er mit dem südafrikanischen Trompeter und Sänger Hugh Masekela zusammen. James Brown, Stevie Wonder und Paul McCartney (während der Aufnahmen zu Band on the Run) besuchten ihn im Shrine.
Seine Songs sind ziemlich lang, einzelne Stücke füllen die komplette Seite einer Langspielplatte. Von ihm geleitete Performances hatten den Charakter von Jamsessions, getrieben von hypnotischer Polyrhythmik mit afrikanischen Dialoggesängen und Afrorock-Monotonie. Seine langen Bühnenauftritte, die von Schmähreden unterbrochen waren, und seine Weigerung, bereits aufgenommene Stücke erneut auf Konzerten zu spielen, führten letztlich zum Ausbleiben des Erfolges in den USA.

### Auseinandersetzungen mit der Militärregierung
Zunehmend kritisierte Fela Kuti in seinen Texten die durch die Kolonialisierung deformierten Gesellschaftssysteme in Afrika und verurteilte das diktatorische Militärregime Nigerias. Auf seinem 1976 erschienenen Album Zombie kritisierte er die Soldaten der Regierung als Zombies. Aufgrund seiner Beliebtheit in der nigerianischen Bevölkerung, seiner inzwischen internationalen Bekanntheit und vor allem seiner Liedtexte stellte er eine große Bedrohung für die Regierenden dar. 1977 griffen rund 1000 Soldaten Kalakuta an, setzten es in Brand und zerstörten das Musikstudio. Kuti überlebte mit einem Schädelbasisbruch, seine 77-jährige Mutter starb jedoch an ihren Verletzungen. Kuti ließ aus Protest ihren Sarg vor den Präsidentenpalast von Olusegun Obasanjo bringen und veröffentlichte 1981 das Album Coffin for Head of State (etwa: „Sarg für Staatsoberhaupt“). Er selbst floh mit seiner Band nach Ghana.
Kurz darauf konnte er in das nun zivil regierte Nigeria zurückkehren. Er änderte seinen zweiten Familiennamen Ransome, den er als Sklavennamen ansah, in den Namen Anikulapo (etwa: „Der den Tod im Beutel trägt“, also unsterblich ist) und initiierte eine neue Band, die Egypt 80.
Am 20. Februar 1978, genau ein Jahr nach dem Angriff auf die Kalakuta Republic, heiratete Kuti in einer Massenzeremonie 27 seiner Background-Sängerinnen und Tänzerinnen, die sogenannten „Queens“.
1979 gründete Kuti seine eigene Partei, das Movement of the People, kurz MOP. 1984 wurde Kuti von der nun wiederum militärischen Regierung unter Muhammadu Buhari wegen angeblicher Devisenvergehen zu zehn Jahren Haft verurteilt. Amnesty International erklärte ihn zum prisoner of conscience und setzte sich in der Folge für ihn ein. Er wurde nach einem erneuten Militärputsch durch Ibrahim Babangida 18 Monate nach Haftbeginn wieder freigelassen. Trotz der immer wiederkehrenden Drohungen, Verfolgungen, Verhaftungen und der Anwendung von körperlicher Gewalt durch die nigerianische Regierung setzte er seine Kritik fort und prangerte immer wieder die unterdrückenden Zustände in seiner Heimat an. Seine Musik sorgte in der Bevölkerung für viel Furore und Kritik am herrschenden System. Die Zeitschrift Rolling Stone bezeichnete ihn als den „gefährlichsten Musiker der Welt“. 1993 wurden er und vier seiner Angestellten wegen Mordes festgenommen, nachdem in Kutis Haus angeblich eine Leiche gefunden wurde. Kuti habe seinen Angestellten den Auftrag gegeben, einem Mann, der für Fela Kuti Elektronikarbeiten ausführen sollte und diesem dabei Geld gestohlen habe, zu Tode zu prügeln.
Fela Kuti bezeichnete sich selbst als antikolonialistischen Panafrikaner. Er wird jedoch von Kritikern auch als ein demagogischer, sexistischer Fundamentalist gesehen. Seine Rolle als angeblicher Wiederentdecker traditioneller afrikanischer Werte gab ihm den Vorwand, Frauen als verfügbare Ware zu betrachten. Er gab wiederholt in Interviews und Liedtexten entsprechende Statements von sich wie: „Frauen sind Matratzen“. Homosexualität dämonisierte er als Strafe für ein früheres schlimmes Leben.

### Krankheit und Tod
In den 1990er Jahren erkrankte Kuti an AIDS, an dessen Folgen er am 2. August 1997 starb. Die Existenz der Erkrankung hatte Kuti stets abgestritten (siehe Aids-Leugnung). Kondome waren seiner Meinung nach das Mittel einer weißen Verschwörung, deren Ziel die Reduzierung der schwarzen Geburtenrate sei. Erst kurz vor seinem Tod erklärte er sich bereit, sich ins Krankenhaus einliefern zu lassen. Aufgrund seines Zustandes war er nicht mehr in der Lage, die Diagnose „HIV-positiv“ zur Kenntnis zu nehmen. Zu seiner Aufbahrung im Stadion in Lagos kamen über eine Million Menschen.

### Familie
Einer seiner Brüder war der Menschenrechtler und Arzt Bekololari Ransome-Kuti (1940–2006). Ein anderer Bruder, Olikoye Ransome-Kuti, war Gesundheitsminister und später – noch vor Fela Kutis Tod – als Anti-AIDS-Aktivist tätig. Der erste Literaturnobelpreisträger Afrikas ist Kutis Cousin ersten Grades Wole Soyinka.

## Vermächtnis

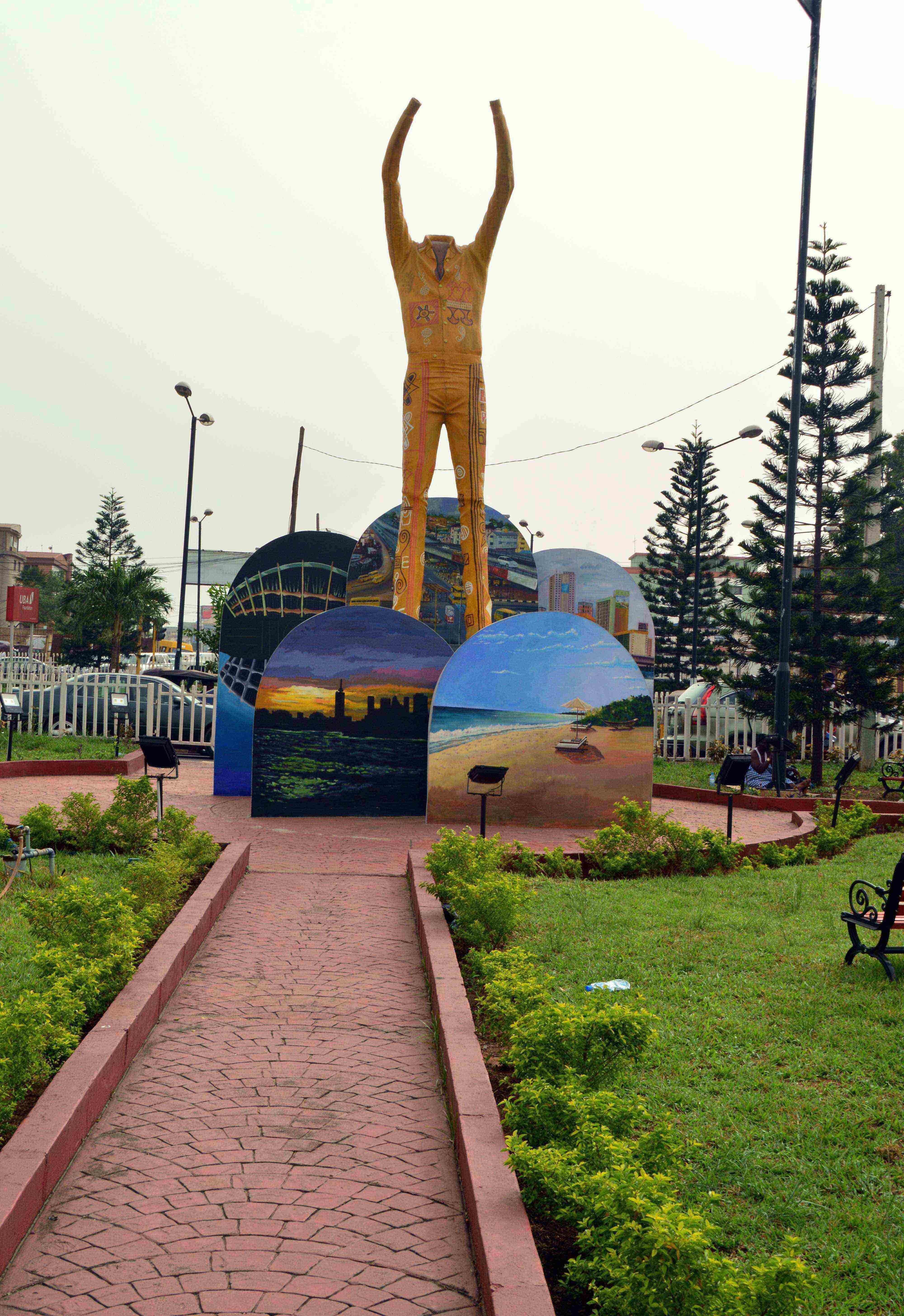
Fela-Kuti-Statue an der Ppebi Road in Lagos Ikeja

Bis zu seinem Tod hatte Kuti über 50 Alben produziert, von denen viele auch internationale Anerkennung erhielten. Seine Musik und seine Texte sind immer noch Diskussionsthema. Den musikalischen Widerstand und die Tradition des Afrobeats führen unter anderen seine Söhne Femi Kuti und Seun Kuti und sein ehemaliger Schlagzeuger Tony Allen fort sowie junge Bands aus zahlreichen Ländern, zum Beispiel das Antibalas Afrobeat Orchestra aus New York.
2000 eröffnete Femi Kuti in Lagos in Erinnerung an den Afrika Shrine den New Afrika Shrine. Dort findet jährlich auf Initiative von Fela Kutis Tochter Yeni Anikulapo-Kuti die Felabration statt, ein Festival mit internationalen Gruppen, Symposien und Fotoausstellungen. Zeitpunkt ist jeweils die Woche um Fela Kutis Geburtstag im Oktober. Seit dem Jahr 2000 wurden Fela Kutis Alben neu herausgegeben. 2013 legte das Label KFR elf CDs mit einer Auswahl der Werke Kutis auf. Weitere Alben erschienen als Schallplatten.
Der Münchner Musiker, Dramaturg und Kulturanthropologe Julian Warner wählte für seine Musik das Pseudonym „Fehler Kuti“ in Anspielung auf Fela Kuti.

## Diskografie (Auswahl)
| Jahr | Titel                                               | Label                                                  |
| 1969 | the ’69 los angeles sessions                        | Stern’s (veröffentlicht 1994)                          |
| 1971 | Live ! (with Ginger Baker)                          | Regal Zonophone / Pathe Marconi / EMI / HÖRZU SHZE 342 |
| 1971 | Why Black Man Dey Suffer                            | EMI / Decca Afrodesia                                  |
| 1972 | Stratavarious (mit Ginger Baker)                    | Polydor / Atco                                         |
| 1972 | Na Poi                                              | EMI HMV                                                |
| 1972 | Open & Close                                        | EMI / Pathe Marconi                                    |
| 1972 | Shakara                                             | EMI / Editions Makossa / Pathe Marconi / Creole        |
| 1972 | Roforofo Fight                                      | Jofabro / Editions Makossa / Pathe Marconi             |
| 1973 | Afrodisiac                                          | EMI / Regal Zonophone / Pathe Marconi                  |
| 1973 | Gentleman                                           | EMI / Pathe Marconi / Creole                           |
| 1974 | Alagbon Close                                       | Jofabro / Editions Makossa                             |
| 1975 | Noise for Vendor Mouth                              | Afrobeat                                               |
| 1975 | Confusion                                           | EMI / Pathe Marconi                                    |
| 1975 | Everything Scatter                                  | Coconut / Creole                                       |
| 1975 | He Miss Road                                        | EMI / Pathe Marconi                                    |
| 1975 | Expensive Shit                                      | Soundwork Shop / Editions Makossa                      |
| 1976 | No Bread                                            | Soundwork Shop / Editions Makossa                      |
| 1976 | Kalakuta Show                                       | Kalakuta / Editions Makossa                            |
| 1976 | Upside Down                                         | Decca Afrodisia                                        |
| 1976 | Ikoyi Blindness                                     | Africa Music                                           |
| 1976 | Before I Jump Like Monkey Give Me Banana            | Coconut                                                |
| 1976 | Excuse O                                            | Coconut                                                |
| 1976 | Zombie                                              | Coconut / Creole / Mercury                             |
| 1976 | Yellow Fever                                        | Decca Afrodesia                                        |
| 1977 | Opposite People                                     | Decca Afrodesia                                        |
| 1977 | Fear Not For Man                                    | Decca Afrodesia                                        |
| 1977 | Stalemate                                           | Decca Afrodesia                                        |
| 1977 | Observation No Crime                                | Decca Afrodesia                                        |
| 1977 | Johnny Just Drop (J.J.D Live! at Kalakuta Republic) | Decca Afrodesia                                        |
| 1977 | I Go Shout Plenty                                   | Decca Afrodesia                                        |
| 1977 | No Agreement                                        | Decca Afrodesia / Barclay / Celluloid                  |
| 1977 | Sorrow, Tears and Blood                             | Kalakuta                                               |
| 1978 | Shuffering and Shmiling                             | Coconut / Celluloid                                    |
| 1979 | Unknown Soldier                                     | Phonodisk / Uno Melodic                                |
| 1979 | I.T.T. (International Thief Thief)                  | Kalakuta                                               |
| 1980 | Music of Many Colours (mit Roy Ayers)               | Phonodisk / Celluloid                                  |
| 1980 | Authority Stealing                                  | Kalakuta                                               |
| 1981 | Black President                                     | Capitol                                                |
| 1981 | Original Sufferhead                                 | Lagos International / Arista                           |
| 1981 | Coffin for Head of State                            | Kalakuta                                               |
| 1983 | Perambulator                                        | Lagos International                                    |
| 1983 | Live In Amsterdam                                   | Wrasse                                                 |
| 1985 | Army Arrangement                                    | Kalakuta / Celluloid                                   |
| 1986 | Teacher Don’t Teach Me Nonsense                     | Polygram / Barclay                                     |
| 1989 | Beasts of No Nation                                 | Kalakuta / Eurobound / Shanachie                       |
| 1989 | O.D.O.O. (Overtake Don Overtake Overtake)           | Kalakuta / Shanachie                                   |
| 1990 | Confusion Break Bones                               | Kalakuta                                               |
| 1990 | Just Like That                                      | Kalakuta                                               |
| 1992 | Underground System                                  | Kalakuta / Sterns                                      |

## Dokumentarfilme
- 1982: Music is the weapon[19]
- 2014: Finding Fela! von Alex Gibney

## Musical
- 2008: Fela!, Musical von Bill T. Jones, die Inszenierung am Broadway gewann 2010 drei Tony Awards.

### Musikbeispiele
- Fela Kuti: Water No Get Enemy auf YouTube
- Fela Kuti: Why Black Man Dey Suffer (Edit) auf YouTube